# Одбојка на песку
Одбојка на песку или бич волеј - од енгл. beach volley(ball) - одбојка на плажи је популарни спорт који је настао као варијанта традиционалне дворанске одбојке. Као место игре користе се углавном пешчане плаже где је спорт и настао. Иако је одбојка на песку у почетку била углавном само забава, постепено је прерасла у прави такмичарски спорт, па је од 1996. године у програму Олимпијских игара.
Тимовима је дозвољено до три додира да врате лопту преко мреже, а појединачни играчи не смеју два пута узастопно да додирну лопту, осим након додира блока (блок додир рачуна се као један додир). Блок додиром остају још само два додира пре него што се лопта мора ударити. Лопта се ставља у игру сервисом - ударцем сервера иза задње границе терена преко мреже противника. Рели се наставља све док лопта не буде приземљена на терену за игру, не изађе „напоље“ или не буде направљена грешка у покушају враћања лопте. Екипа која освоји рели освоји бод и сервира за почетак следећег сегмента игре. Четири играча сервирају у истој секвенци током меча, мењајући сервера сваки пут када победник добије рели.
Одбојка на песку настала је највероватније 1915. године на плажи Вајкики на Хавајима, док је модерна игра за два играча потекла из Санта Монике у Калифорнији. Олимпијски је спорт од Летњих олимпијских игара 1996. Међународна одбојкашка федерација (ФИВБ) је међународно управљачко тело за овај спорт, и организује ФИВБ Светско првенство у одбојци на песку и ФИВБ Светску турнеју одбојке на песку.

## Историја одбојке на песку
Одбојка на песку је варијанта одбојке у затвореном, коју је 1895. године изумео Вилијам Г. Морган. Одбојка на песку је највероватније настала на плажи Вајкикија на Хавајима 1915. године, у кану клубу Аутригер. Према интервјуу члана кану клуба Аутригер из 1978. године, Џорџ Дејвид „Дад” центар је тамо поставио мрежу, и прва забележена игра одбојке на песку је ту одиграна. Одбојка на песку се играла на плажама у Калифорнији у САД негде око 1920. године. Као такмичарски спорт дуго није била шире прихваћена, иако је било појединачних професионалних турнира и такмичења. Прави бум у развоју одбојке на песку догодио се 90-их година 20. века, што је довело до тога да је од Олимпијских игара 1996. године у Атланти одбојка на песку део породице олимпијских спортова.
Најпознатије нације у том спорту су САД и Бразил. У Србији такође постоје службени турнири, које организује Одбојкашки савез Србије - Комисија за одбојку на песку, и који се играју у оквиру Првенства државе. Од међународних успеха наших такмичара треба поменути: 1. место на међународном турниру у Сан Дијегу 1998. године, 5. место на турниру на Менхетн Бич-у 1998. године, 3. место на турниру у Лимасолу 2000. године, 5. до 8. места на Европском купу у Загребу 2003. године, 1. место на међународном турниру у Лимасолу 2005. и 2006. године итд. Наши најбољи играчи су Иван Бугарчић - Гаги, Владимир Кнежевић, Зоран Јовановић итд. Иван Бугарчић је седмоструки првак државе и једини играч који је освајао Првенства у три државе: Југославији, Србији и Црној Гори и Србији.

## Правила игре
Већина правила игре преузета су из стандардне одбојке, а две кључне разлике су врста терена (песак уместо тврдог паркета или бетона) и екипа која се састоји од два играча са сваке стране (а не од 6 као што је то случај у стандардној одбојци). Ево осталих главних разлика у правилима одбојке на песку и дворанске одбојке:
- терен је величине 8x8 метара, а не 9x9 m као код дворанске варијанте[10]
- није дозвољено играње прстима изнад главе приликом пријема сервиса или напада. Изузетно се дозвољава играње прстима изнад главе приликом пријема смеча и то ако је путања лопте изнад висине рамена играча који брани напад
- стандарди за суђење тзв. дупле лопте приликом играња прстима изнад главе је знатно строжи
- додир блока се увек броји као први контакт
- забрањен је мекан додир приликом којег играч користи врхове прстију да одреди смер лопте према противниковом пољу, већ је за напад дозвољен само чврсти ударац (смеч)
- нешто блажи критеријуми везани за пријам сервиса

Карактеристично је и коришћење сигнала рукама којима играч показује свом саиграчу који потез планира извести. Ти се сигнали изводе руком иза леђа, што онемогућава противника да сигнал примети и препозна. Уобичајени сигнали су стиснута шака која сигнализира да играч неће покушати блок, један испружен прсти који јавља да ће играч блоком штитити могућ напад паралелом, те два прста која сигнализирају покушај блокирања дијагонале.

### Главне промене правила
Деведесетих година прошлог века, Међународна одбојкашка федерација смањила је стандардни унутрашњи притисак за лопту за одбојку на песку са стандарда у дворани од 0,30–0,325 kgf/cm2 на 0,175–0,225 kgf/cm2, и повећала стандардни обим лопте за одбојку на песку са стандардa у затвореном простору од 65–67 cm до 66–68 cm.
У сезони 2001, FIVB је почела да тестира промене правила о величини терена и систему бодовања. Димензије терена за одбојку на песку смањене су са величине затвореног терена од 9 m × 18 m (29,5 ft × 59,1 ft) на 8 m × 16 m (26,2 ft × 52,5 ft), а систем бодовања је промењен са бочног бодовања, где само екипа која сервира може да постигне поен, на бодовање у скупу, где се поен даје на сваком сервису. Удружење одбојкашких професионалаца (AVP) усвојило је промене правила FIVB-а исте године, што је узнемирило многе пуристе тог спорта у то време. Нова правила је званично усвојила FIVB 2002. године.

### Разлике са игром у затвореном
Одбојка на песку је у основи слична дворанској одбојци. Међутим, постоји неколико разлика између ове две игре које утичу на стратегије, игру и технике играча.
Главне разлике у правилима одбојке на песку и у дворани за међународна такмичења којима управља FIVB укључују:
Објекти и опрема
- Подлога за игру: Одбојка на песку се игра на теренима са песком уместо на тврдим теренима као у дворанској одбојци. Мекши песак отежава играчима кретање и скакање,[16] али и смањује вероватноћу повреда као што је колено скакача.[17][18] Обућа није обавезна и играчи обично играју боси или са „пешчаним чарапама”.[10]
- Окружење: Игра на плажи се често игра на отвореном, а фактори околине као што су ветар, киша и сунце утичу на стратегије играча на плажи.[19]
- Величина терена: Терен за одбојку на песку је димензија 8 m × 16 m (26,2 ft × 52,5 ft), нешто мање од затвореног терена 9 m × 18 m (29,5 ft × 59,1 ft).[20]
- Лопте: Лопте за одбојку на песку су водоотпорне и нешто веће од лопти за дворанску игру, са грубљом спољашњом текстуром и нижим унутрашњим притиском како би боље одговарале условима играња на отвореном.[21]

## Опрема
У слободној варијанти све што треба је одговарајући равни простор на пешчаној плажи или терену, одбојкашка лопта и мрежа. Како је реч о спорту који је најчешће везан уз плаже, такмичари су су складу с тим увек боси и често одевени у купаће костиме. Мушкарци носе мајице са кратким рукавима и купаће гаће, док жене најчешће носе дводелни бикини, али постоје и варијанте са једноделним оделом. Због сунца неизбежни детаљ су и сунчане наочари или капе са ширитом.